# Seznam druhů hadů
Toto je seznam druhů hadů, kteří mají český název. K roku 2024 bylo na serveru BioLib zaznamenáno 4 108 různých druhů hadů (recentních i vyhynulých), přičemž více než polovina druhů náleží do čeledi užovkovitých.

## A
- anakonda temnoskvrnná (Eunectes deschauenseei)
- anakonda velká (Eunectes murinus)
- anakonda žlutá (Eunectes notaeus)

## B
- bičovka americká (Oxybelis aeneus)
- bičovka nosatá (Ahaetulla nasuta)
- bičovka stromová (Ahaetulla prasina)
- bičovka zelená (Ahaetulla mycterizans)
- bičovka zelená (Oxybelis fulgidus)
- bojga africká (Dispholidus typus)
- bojga běloskvrnná (Boiga drapiezii)
- bojga Blandingova (Toxicodryas blandingii)
- bojga Forstenova (Boiga forsteni)
- bojga hnědá (Boiga irregularis)
- bojga mnohotečná (Boiga multomaculata)
- bojga psí (Boiga cynodon)
- bojga pustinná (Boiga trigonata)
- bojga rajská (Chrysopelea paradisi)
- bojga stromová (Boiga dendrophila)
- bojga zelená (Boiga cyanea)
- bojga zlatá (Chrysopelea ornata)
- bolyerie mauricijská (Bolyeria multocarinata) †
- bradavičník arafurský (Acrochordus arafurae)
- bradavičník jávský (Acrochordus javanicus)
- bradavičník malý (Acrochordus granulatus)
- bungar andamanský (Bungarus andamanensis)
- bungar cejlonský (Bungarus ceylonicus)
- bungar černý (Bungarus niger)
- bungar duhový (Bungarus flaviceps)
- bungar modravý (Bungarus caeruleus)
- bungar proužkovaný (Bungarus fasciatus)
- bungarec dvoupruhý (Calliophis bivirgata)
- bungarec tonkinský (Sinomicrurus macclellandi)

## D
- duhovec jednobarvý (Xenopeltis unicolor)

## H
- heterodon nosatý (Heterodon nasicus)
- heterodon obecný (Heterodon platirhinos)
- hroznýš antilský (Boa nebulosa)
- hroznýš Dumerilův (Acrantophis dumerili)
- hroznýš královský (Boa constrictor)
- hroznýš madagaskarský (Acrantophis madagascariensis)
- hroznýš psohlavý (Sanzinia madagascariensis)
- hroznýšek africký (Gongylophis muelleri)
- hroznýšek arabský (Eryx jayakari)
- hroznýšek červený (Charina bottae)
- hroznýšek indický (Eryx johnii)
- hroznýšek pestrý (Gongylophis colubrinus)
- hroznýšek skvrnitý (Gongylophis conicus)
- hroznýšek somálský (Eryx somalicus)
- hroznýšek středoasijský (Eryx elegans)
- hroznýšek šalamounský (Candoia superciliosa)
- hroznýšek třípruhý (Lichanura trivirgata)
- hroznýšek turecký (Eryx jaculus)
- hroznýšek východní (Eryx miliaris)
- hroznýšovec bahamský (Chilabothrus striatus)
- hroznýšovec duhový (Epicrates cenchria)
- hroznýšovec haitský (Chilabothrus fordii)
- hroznýšovec jamajský (Chilabothrus subflavus)
- hroznýšovec kubánský (Chilabothrus angulifer)
- hroznýšovec panenský (Chilabothrus monensis)
- hroznýšovec portorický (Chilabothrus inornatus)
- hroznýšovec zlatobřichý (Chilabothrus chrysogaster)
- hroznýšovka maskarénská (Casarea dussumieri)

## Ch
- chřestýš brazilský (Crotalus durissus)
- chřestýš černoocasý (Crotalus molossus)
- chřestýš červený (Crotalus ruber)
- chřestýš diamantový (Crotalus adamanteus)
- chřestýš lesní (Crotalus horridus)
- chřestýš mexický (Crotalus basiliscus)
- chřestýš mohavský (Crotalus scutulatus)
- chřestýš rohatý (Crotalus cerastes)
- chřestýš skalní (Crotalus lepidus)
- chřestýš skvrnitý (Crotalus mitchellii)
- chřestýš tygří (Crotalus tigris)
- chřestýš Willardův (Crotalus willardi)
- chřestýš zamlklý (Crotalus catalinensis)
- chřestýš západní (Crotalus atrox)
- chřestýš zelený (Crotalus viridis)
- chřestýšek malý (Sistrurus catenatus)
- chřestýšek zakrslý (Sistrurus miliarius)
- chřestýšovec bambusový (Craspedocephalus gramineus)
- chřestýšovec běloretý (Cryptelytrops albolabris)
- chřestýšovec bornejský (Craspedocephalus borneensis)
- chřestýšovec cejlonský (Craspedocephalus trigonocephalus)
- chřestýšovec horský (Ovophis monticola)
- chřestýšovec kroužkovaný (Cryptelytrops fasciatus)
- chřestýšovec mangšanský (Protobothrops mangshanensis)
- chřestýšovec okinawský (Ovophis okinavensis)
- chřestýšovec purpurový (Cryptelytrops purpureomaculatus)
- chřestýšovec sumaterský (Parias sumatranus)
- chřestýšovec tibetský (Trimeresurus tibetanus)
- chřestýšovec tonkinský (Ovophis tonkinensis)
- chřestýšovec Waglerův (Tropidolaemus wagleri)

## I
- imantodes velkohlavý (Imantodes cenchoa)

## K
- kalabárie hrabavá (Calabaria reinhardtii)
- kalamárie bělobřichá (Calamaria leucogaster)
- kalamárie dvoubarvá (Calamaria bicolor)
- kalamárie dvouhlavá (Calamaria septentrionalis)
- kalamárie ostrovní (Calamaria lumbricoidea)
- kalamárie Schlegelova (Calamaria schlegeli)
- kandoja fidžijská (Candoia bibroni)
- kandoja smrtonošovitá (Candoia aspera)
- kandoja stromová (Candoia carinata)
- kobra andamanská (Naja sagittifera)
- kobra Anchietova (Naja anchietae)
- kobra arabská (Naja arabica)
- kobra černá (Naja melanoleuca)
- kobra černokrká (Naja nigricollis)
- kobra červená (Naja pallida)
- kobra čínská (Naja atra)
- kobra egyptská (Naja haje)
- kobra filipínská (Naja philippinensis)
- kobra indická (Naja naja)
- kobra jávská (Naja sputatrix)
- kobra jezerní (Naja annulata)
- kobra kamerunská (Naja katiensis)
- kobra kapská (Naja nivea)
- kobra královská (Ophiophagus hannah)
- kobra konžská (Naja christyi)
- kobra kroužkovaná (Naja annulifera)
- kobra lesní (Pseudohaje nigra)
- kobra mandalajská (Naja mandalayensis)
- kobra monoklová (Naja kaouthia)
- kobra mosambická (Naja mossambica)
- kobra núbijská (Naja nubiae)
- kobra obojková (Hemachatus haemachatus)
- kobra Petersova (Naja samarensis)
- kobra senegalská (Naja senegalensis)
- kobra siamská (Naja siamensis)
- kobra stepní (Walterinnesia aegyptia)
- kobra stromová (Pseudohaje goldii)
- kobra středoasijská (Naja oxiana)
- kobra sumaterská (Naja sumatrana)
- kobra zemní (Naja multifasciata)
- kobrovka antilská (Alsophis antillensis)
- kobrovka černá (Hypsirhynchus ater)
- kobrovka kubánská (Cubophis cantherigerus)
- kobrovka ostrovní (Alsophis antiguae)
- kobrovka portorická (Borikenophis portoricensis)
- kobrovka Woodova (Cubophis vudii)
- kobřík kapský (Aspidelaps lubricus)
- kobřík kaferský (Aspidelaps scutatus)
- korálovčík černý (Elapsoidea nigra)
- korálovčík kroužkovaný (Elapsoidea sundevallii)
- korálovčík pruhovaný (Homoroselaps dorsalis)
- korálovčík řetízkový (Homoroselaps lacteus)
- korálovec Allenův (Micrurus alleni)
- korálovec arizonský (Micruroides euryxanthus)
- korálovec Clarkův (Micrurus clarki)
- korálovec ibiboboca (Micrurus ibiboboca)
- korálovec jihoamerický (Micrurus lemniscatus)
- korálovec obecný (Micrurus corallinus)
- korálovec surinamský (Micrurus surinamensis)
- korálovec štíhlý (Micrurus filiformis)
- korálovec žlutavý (Micrurus fulvius)
- koráloveček kroužkovaný (Vermicella annulata)
- korálovka horská (Lampropeltis zonata)
- korálovka kalifornská (Lampropeltis californiae)
- korálovka královská (Lampropeltis pyromelana)
- korálovka mexická (Lampropeltis mexicana)
- korálovka prérijní (Lampropeltis calligaster)
- korálovka pruhovaná (Lampropeltis getula)
- korálovka Ruthvenova (Lampropeltis ruthveni)
- korálovka sedlatá (Lampropeltis triangulum)
- korálovka šedá (Lampropeltis alterna)
- korálovka Webbova (Lampropeltis webbi)
- krajta Albertisova (Leiopython albertisii)
- krajta ametystová (Simalia amethistina)
- krajta angolská (Python anchietae)
- krajta bornejská (Python breitensteini)
- krajta černohlavá (Aspidites melanocephalus)
- krajta hnědá (Liasis fuscus)
- krajta hnědohlavá (Aspidites ramsayi)
- krajta jihoafrická (Python natalensis)
- krajta kobercová (Morelia spilota)
- krajta královská (Python regius)
- krajta kýlnatá (Morelia carinata)
- krajta malajská (Python brongersmai)
- krajta mřížkovaná (Malayopython reticulatus)
- krajta novoguinejská (Simalia boeleni)
- krajta olivová (Liasis olivaceus)
- krajta papuánská (Liasis papuanus)
- krajta pestrá (Python curtus)
- krajta písmenková (Python sebae)
- krajta skvrnitá (Antaresia childreni)
- krajta Stimsonova (Antaresia stimsoni)
- krajta timorská (Malayopython timoriensis)
- krajta tmavá (Python bivittatus)
- krajta tygrovitá (Python molurus)
- krajta vodní (Liasis mackloti)
- krajta zakrslá (Bothrochilus boa)
- krajta zelená (Morelia viridis)
- krajtík podivný (Xenophidion schaeferi)
- krajtovka dvoubarvá (Loxocemus bicolor)
- krátkorep filipínský (Pseudotyphlops philippinus)
- krátkorep indický (Uropeltis macrolepis)
- krátkorep perlový (Uropeltis ocellatus)
- krátkorep podivný (Rhinophis drummondhayi)
- křovák urutú (Bothrops alternatus)
- křovinář aksamitový (Bothrops asper)
- křovinář andský (Bothrocophias andianus)
- křovinář brazilský (Bothrops brazili)
- křovinář černohlavý (Lachesis melanocephala)
- křovinář černozelený (Bothriechis nigroviridis)
- křovinář němý (Lachesis muta)
- křovinář Neuwiedův (Bothrops neuwiedi)
- křovinář nosatý (Porthidium nasutum)
- křovinář ostnitý (Bothriechis schlegelii)
- křovinář ostrovní (Bothrops insularis)
- křovinář růžkatý (Bothrops ammodytoides)
- křovinář sametový (Bothrops atrox)
- křovinář venezuelský (Bothrops venezuelensis)
- křovinář yucatánský (Porthidium yucatanicum)
- křovinář žararaka (Bothrops jararaca)
- křovinář žararakusu (Bothrops jararacussu)
- křovinář žlutoskvrnný (Bothriechis aurifer)

## L
- liánovec kapský (Thelotornis capensis)
- liánovec lesní (Thelotornis kirtlandii)
- lykodon filipínský (Lycodon muelleri)
- lykodon obecný (Lycodon capucinus)
- lykodon vlkozubý (Lycodon striatus)

## M
- mamba černá (Dendroaspis polylepis)
- mamba Jamesonova (Dendroaspis jamesoni)
- mamba úzkohlavá (Dendroaspis angusticeps)
- mamba zelená (Dendroaspis viridis)
- mravencojedka arabská (Rhynchocalamus arabicus)
- mravencojedka černohlavá (Rhynchocalamus melanocephalus)
- musurana černá (Clelia clelia)
- musurana dvoubarvá (Mussurana bicolor)
- musurana rovníková (Clelia equatoriana)

## O
- oligodon červenobřichý (Oligodon erythrogaster)
- oligodon indický (Oligodon taeniolatus)
- oligodon osmipruhý (Oligodon octolineatus)
- oligodon velký (Oligodon cyclurus)
- ostrolebec indický (Hypnale hypnale)
- ostrolebec srílanský (Hypnale nepa)

## P
- pahroznýšek guatemalský (Ungaliophis continentalis)
- pahroznýšek panamský (Ungaliophis panamensis)
- pahroznýšek pardálí (Tropidophis pardalis)
- pahroznýšek skvrnitý (Tropidophis melanurus)
- pahroznýšek šedý (Tropidophis canus)
- pakobra australská (Pseudechis australis)
- pakobra červenobřichá (Pseudechis porphyriacus)
- pakobra diamantová (Austrelaps superbus)
- pakobra drobná (Pseudonaja modesta)
- pakobra malooká (Micropechis ikaheca)
- pakobra novoguinejská (Pseudechis papuanus)
- pakobra olivová (Demansia olivacea)
- pakobra ozdobná (Pseudonaja nuchalis)
- pakobra páskovaná (Notechis scutatus)
- pakobra skvrnitá (Pseudonaja guttata)
- pakobra šedá (Demansia simplex)
- pakobra štíhlá (Demansia psammophis)
- pakobra východní (Pseudonaja textilis)
- pakobřík australský (Brachyurophis australis)
- pakobřík černopruhý (Vermicella calonotus)
- pakobřík písečný (Simoselaps bertholdi)
- pazmije dvoupruhá (Causus bilineatus)
- pazmije Lichtensteinova (Causus lichtensteinii)
- pazmije vejcorodá (Causus rhombeatus)
- ploskolebec americký (Agkistrodon contortrix)
- ploskolebec amurský (Gloydius saxatilis)
- ploskolebec floridský (Agkistrodon conanti)
- ploskolebec himálajský (Gloydius himalayanus)
- ploskolebec mexický (Agkistrodon bilineatus)
- ploskolebec nosorohý (Deinagkistrodon acutus)
- ploskolebec plantážní (Calloselasma rhodostoma)
- ploskolebec stepní (Gloydius halys)
- ploskolebec Taylorův (Agkistrodon taylori)
- ploskolebec ussurijský (Gloydius ussuriensis)
- ploskolebec vodní (Agkistrodon piscivorus)
- ploskolebec východní (Gloydius blomhoffi)
- ploskolebec zakavkazský (Gloydius intermedius)
- psohlavec Batesův (Corallus batesii)
- psohlavec Cookův (Corallus cookii)
- psohlavec Cropaniův (Corallus cropanii)
- psohlavec grenadský (Corallus grenadensis)
- psohlavec hnědý (Corallus ruschenbergerii)
- psohlavec kroužkovaný (Corallus annulatus)
- psohlavec orinocký (Corallus hortulanus)
- psohlavec zelený (Corallus caninus)
- ptyas velkooký (Ptyas mucosa)

## S
- skvrnovka kočičí (Telescopus fallax)
- skvrnovka saharská (Telescopus dhara)
- slepák květinový (Indotyphlops braminus)
- slepák nažloutlý (Xerotyphlops vermicularis)
- slepák proužkovaný (Afrotyphlops lineolatus)
- slepák Schlegelův (Afrotyphlops schlegelii)
- slepák usambarský (Afrotyphlops usambaricus)
- slepan růžový (Myriopholis macrorhyncha)
- slepan texaský (Rena dulcis)
- smaragdovka proměnlivá (Philothamnus semivariegatus)
- smrtonoš Hawkeův (Acanthophis hawkei)
- smrtonoš hladký (Acanthophis laevis)
- smrtonoš písečný (Acanthophis pyrrhus)
- smrtonoš severní (Acanthophis praelongus)
- smrtonoš zmijí (Acanthophis antarcticus)
- stromovec bronzový (Dendrelaphis pictus)
- stromovec obecný (Dendrelaphis calligaster)
- stromovec zelený (Dendrelaphis punctulatus)
- suta černohlavá (Parasuta nigriceps)

## Š
- šnekožrout indický (Dipsas indica)
- šnekožrout jednopruhý (Atractus univittatus)
- štíhlovka alžírská (Hemorrhois algirus)
- štíhlovka americká (Coluber constrictor)
- štíhlovka asijská (Orientocoluber spinalis)
- štíhlovka balkánská (Hierophis gemonensis)
- štíhlovka červenopruhá (Platyceps rhodorachis)
- štíhlovka egyptská (Platyceps florulentus)
- štíhlovka kaspická (Dolichophis caspius)
- štíhlovka ladacká (Platyceps ladacensis)
- štíhlovka obojková (Platyceps collaris)
- štíhlovka pestrá (Hemorrhois nummifer)
- štíhlovka podkovní (Hemorrhois hippocrepis)
- štíhlovka příčnopruhá (Platyceps karelini)
- štíhlovka Ravergierova (Hemorrhois ravergieri)
- štíhlovka Schmidtova (Dolichophis schmidti)
- štíhlovka skvrnitá (Platyceps ventromaculatus)
- štíhlovka útlá (Platyceps najadum)
- štíhlovka východní (Dolichophis jugularis)
- štíhlovka žlutozelená (Hierophis viridiflavus)

## T
- taipan menší (Oxyuranus microlepidotus)
- taipan velký (Oxyuranus scutellatus)

## U
- užovečka arménská (Eirenis punctatolineatus)
- užovečka Baranova (Eirenis barani)
- užovečka desetipruhá (Eirenis decemlineatus)
- užovečka drobná (Eirenis modestus)
- užovečka obojková (Eirenis collaris)
- užovečka perská (Eirenis persicus)
- užovka amurská (Elaphe schrenckii)
- užovka brazilská (Spilotes pullatus)
- užovka býčí (Pituophis melanoleucus)
- užovka Cantorova (Orthriophis cantoris)
- užovka Couperova (Drymarchon couperi)
- užovka černá (Pantherophis obsoletus)
- užovka červená (Pantherophis guttatus)
- užovka červenobřichá (Oocatochus rufodorsatus)
- užovka červenokrká (Rhabdophis subminiatus)
- užovka červí (Carphophis vermis)
- užovka čínská (Orthriophis moellendorffi)
- užovka čivavská (Bogertophis subocularis)
- užovka Davidova (Elaphe davidi)
- užovka diadémová (Spalerosophis diadema)
- užovka dlouhonosá (Rhinocheilus lecontei)
- užovka dvojskvrnná (Elaphe bimaculata)
- užovka girondská (Coronella girondica)
- užovka hladká (Coronella austriaca)
- užovka Hodgsonova (Orthriophis hodgsoni)
- užovka Hohenackerova (Zamenis hohenackeri)
- užovka chřestýší (Nerodia taxispilota)
- užovka iberská (Zamenis scalaris)
- užovka indická (Coelognathus helena)
- užovka indigová (Drymarchon corais)
- užovka italská (Zamenis lineata)
- užovka japonská (Elaphe climacophora)
- užovka kapucínská (Macroprotodon cucullatus)
- užovka Kirtlandova (Clonophis kirtlandii)
- užovka kostkovaná (Thamnophis marcianus)
- užovka královská (Elaphe carinata)
- užovka křovinná (Coluber lateralis)
- užovka lesklá (Arizona elegans)
- užovka levhartí (Zamenis situla)
- užovka liščí (Pantherophis vulpinus)
- užovka mandarínská (Euprepiophis mandarinus)
- užovka maurská (Natrix maura)
- užovka mexická (Pseudelaphe flavirufus)
- užovka mokasínová (Nerodia sipedon)
- užovka nosatá (Gonyosoma boulengeri)
- užovka obojková (Natrix natrix)
- užovka obrovská (Hydrodynastes gigas)
- užovka ostronosá (Gonyosoma oxycephalum)
- užovka ostrovní (Borikenophis sanctaecrucis) †
- užovka ozdobná (Oreocryptophis porphyracea)
- užovka paprsčitá (Coelognathus radiata)
- užovka pardálí (Elaphe quatuorlineata)
- užovka páskovaná (Nerodia fasciata)
- užovka perlová (Euprepiophis perlacea)
- užovka perská (Zamenis persica)
- užovka pletená (Masticophis flagellum)
- užovka podplamatá (Natrix tessellata)
- užovka proužkovaná (Thamnophis sirtalis)
- užovka purpurová (Farancia erytrogramma)
- užovka rosalijská (Bogertophis rosaliae)
- užovka růžkatá (Philodryas baroni)
- užovka sanmartinská (Pituophis catenifer)
- užovka sarmatská (Elaphe sauromates)
- užovka sedmipruhá (Regina septemvittata)
- užovka Sieboldova (Herpetoreas sieboldii)
- užovka smaragdová (Opheodrys vernalis)
- užovka stepní (Elaphe dione)
- užovka stromová (Zamenis longissimus)
- užovka šarlatová (Cemophora coccinea)
- užovka štítonosá (Chionactis occipitalis)
- užovka tečkovaná (Diadophis punctatus)
- užovka tenkoocasá (Orthriophis taeniurus)
- užovka tygří (Rhabdophis tigrinus)
- užovka velkohlavá (Natrix megalocephala)
- užovka zelená (Opheodrys aestivus)
- užovka žlutopruhá (Coelognathus flavolineatus)

## V
- vejcožrout africký (Dasypeltis scabra)
- vejcožrout černý (Dasypeltis atra)
- vejcožrout indický (Boiga westermanni)
- vejcožrout jihoafrický (Dasypeltis inornata)
- vejcožrout pruhovaný (Dasypeltis fasciata)
- vejcožrout rezavý (Dasypeltis medici)
- vinejš aruský (Cylindrophis aruensis)
- vinejš červený (Anilius scytale)
- vinejš pestrý (Cylindrophis ruffus)
- vinejš pruhovaný (Cylindrophis lineatus)
- vinejš skvrnitý (Cylindrophis maculatus)
- vlnožil hladký (Aipysurus laevis)
- vlnožil ploský (Laticauda laticaudata)
- vlnožil pruhovaný (Aipysurus eydouxii)
- vlnožil timorský (Aipysurus fuscus)
- vlnožil užovkový (Laticauda colubrina)
- vlnožil velký (Pseudolaticauda semifasciata)
- vodnář Belcherův (Chitulia belcheri)
- vodnář dvoubarvý (Hydrophis platurus)
- vodnář kobří (Hydrophis schistosus)
- vodnář obrovský (Hydrophis stokesii)
- vodnář páskovaný (Hydrophis fasciatus)
- vodnář Peronův (Hydrophis peronii)
- vodnář skvrnitý (Hydrophis jerdonii)
- vodnář zdobený (Chitulia ornata)
- vodnář žlutobřichý (Hydrophis brooki)
- vodnářka krabožravá (Fordonia leucobalia)
- vodnářka kýlobřichá (Bitia hydroides)
- vodnářka pruhovaná (Homalopsis buccata)
- vodnářka rýžovištní (Cerberus rynchops)
- vodnářka tykadlová (Erpeton tentaculatum)

## Z
- zemězmij Bibronův (Atractaspis bibronii)
- zemězmij drobnošupinný (Atractaspis microlepidota)
- zemězmij palestinský (Atractaspis engaddensis)
- zmije adygejská (Vipera magnifica)
- zmije anatolská (Vipera barani)
- zmije arménská (Montivipera raddei)
- zmije Darevského (Vipera darevskii)
- zmije erbová (Bitis heraldica)
- zmije gabunská (Bitis gabonica)
- zmije Gasperettiho (Cerastes gasperettii)
- zmije gruzínská (Vipera dinniki)
- zmije horská (Vipera monticola)
- zmije iberská (Vipera seoanei)
- zmije íránská (Eristicophis macmahoni)
- zmije jerevanská (Vipera eriwanensis)
- zmije kavkazská (Vipera kaznakovi)
- zmije křovinná (Atheris chlorechis)
- zmije Latasteova (Vipera latastei)
- zmije Latifiova (Montivipera latifii)
- zmije levantská (Macrovipera lebetinus)
- zmije libanonská (Montivipera bornmuelleri)
- zmije malooká (Bitis parviocula)
- zmije mauretánská (Macrovipera mauritanica)
- zmije menší (Vipera ursinii)
- zmije mnohorohá (Bitis cornuta)
- zmije Nitscheova (Atheris nitschei)
- zmije nosorohá (Bitis nasicornis)
- zmije obecná (Vipera berus)
- zmije ománská (Echis omanensis)
- zmije Orlovova (Vipera orlovi)
- zmije palestinská (Daboia palaestinae)
- zmije paví (Echis carinatus)
- zmije perlová (Echis ocellatus)
- zmije perská (Pseudocerastes persicus)
- zmije pestrá (Echis coloratus)
- zmije písečná (Cerastes vipera)
- zmije podhorská (Vipera lotievi)
- zmije pontská (Vipera pontica)
- zmije pouštní (Bitis caudalis)
- zmije pyramidová (Echis pyramidum)
- zmije sinajská (Pseudocerastes fieldi)
- zmije stepní (Vipera renardi)
- zmije rohatá (Cerastes cerastes)
- zmije růžkatá (Vipera ammodytes)
- zmije řetízková (Daboia russelii)
- zmije Schneiderova (Bitis schneideri)
- zmije Schweizerova (Macrovipera schweizeri)
- zmije skvrnitá (Vipera aspis)
- zmije stromová (Atheris squamigera)
- zmije turecká (Montivipera xanthina)
- zmije ukrajinská (Vipera nikolskii)
- zmije útočná (Bitis arietans)
- zmije vlasatá (Atheris hispida)
- zmije Wagnerova (Montivipera wagneri)
- zmije Worthingtonova (Bitis worthingtoni)
- zmije zakavkazská (Vipera transcaucasiana)
- zmije zakrslá (Bitis peringueyi)
- zmijovec fea (Azemiops feae)

## Ž
- želvohlavec kroužkovaný (Emydocephalus annulatus)